# Luther Bradley
Luther Alexander Bradley (Florence, 7 maggio 1955) è un ex giocatore di football americano statunitense che ha militato nel ruolo di cornerback nella National Football League (NFL) e nella United States Football League (USFL).

## Carriera
Bradley al college giocò a football a Notre Dame, vincendo il campionato NCAA nel 1977 e venendo premiato come All-American. Fu scelto dai Detroit Lions come undicesimo assoluto nel Draft NFL 1978. Vi giocò fino al 1981, con un massimo di quattro intercetti nella sua seconda stagione. Concluse la carriera giocando nella USFL dal 1983 al 1985.